# ATP Challenger Cap Cana
Das ATP Challenger Cap Cana (offizieller Name: República Dominicana Open) ist ein seit 2025 ausgetragenes Tennisturnier in Punta Cana, Dominikanische Republik. Es ist Teil der ATP Challenger Tour und wird im Freien auf Hartplatz gespielt.

## Liste der Sieger

### Einzel
| Jahr | Sieger               | Finalgegner   | Ergebnis |
| ---- | -------------------- | ------------- | -------- |
| 2025 | Aleksandar Kovacevic | Damir Džumhur | 6:2, 6:3 |

### Doppel
| Jahr | Sieger                        | Finalgegner            | Ergebnis  |
| ---- | ----------------------------- | ---------------------- | --------- |
| 2025 | Gonzalo Escobar Diego Hidalgo | Petr Nouza Patrik Rikl | 7:65, 6:4 |